# 고모로역
고모로역(일본어: 小諸駅)은 나가노현 고모로시 아오이초에 위치한 시나노 철도 시나노 철도선과 동일본 여객철도 고우미 선의 역이다. 1888년 12월 1일 관영철도의 철도역으로 개업했다.

## 승강장
3면 5선 구조의 철도역이며 승강장은 과선교로 이어져 있다.

### 타는 곳
| 번선  | 노선            | 방향 | 행선                                | 비교                                |
| ----- | --------------- | ---- | ----------------------------------- | ----------------------------------- |
| 1     | ■ 시나노 철도선 | 상행 | 가루이자와 방면                     |                                     |
| 2     | ■ 시나노 철도선 | 하행 | 우에다 · 시노노이 · 나가노 방면     | 당역으로부터 하행으로 운행하는 열차 |
| 2     | ■ 시나노 철도선 | 상행 | 가루이자와 방면                     | 일부 시발 열차                      |
| 3     | ■ 시나노 철도선 | 하행 | 우에다 · 시노노이 · 나가노 방면     |                                     |
| 3     | ■ 시나노 철도선 | 상행 | 가루이자와 방면                     | 당역으로부터 상행으로 운행하는 열차 |
| 4 · 5 | ■ 고우미 선     | -    | 고우미 · 기요사토 · 고부치자와 방면 |                                     |

## 역세권 정보
- 고모로 성 터

## 역사
- 1888년 12월 1일: 관영철도(현재의 시나노 철도에 해당함)의 철도역으로 영업 개시.
- 1915년 8월 8일: 사쿠 철도(佐久鉄道, 현재의 고우미 선에 해당함)가 개통.
- 1934년 9월 1일: 사쿠 철도가 국유화됨.
- 1987년 4월 1일 : 민영화에 따라, 동일본 여객철도가 계승.
- 1997년 10월 1일: 나가노 신칸센이 나가노역까지 개통함에 따라 신에쓰 본선 구간이 시나노 철도로 이관.

## 사진

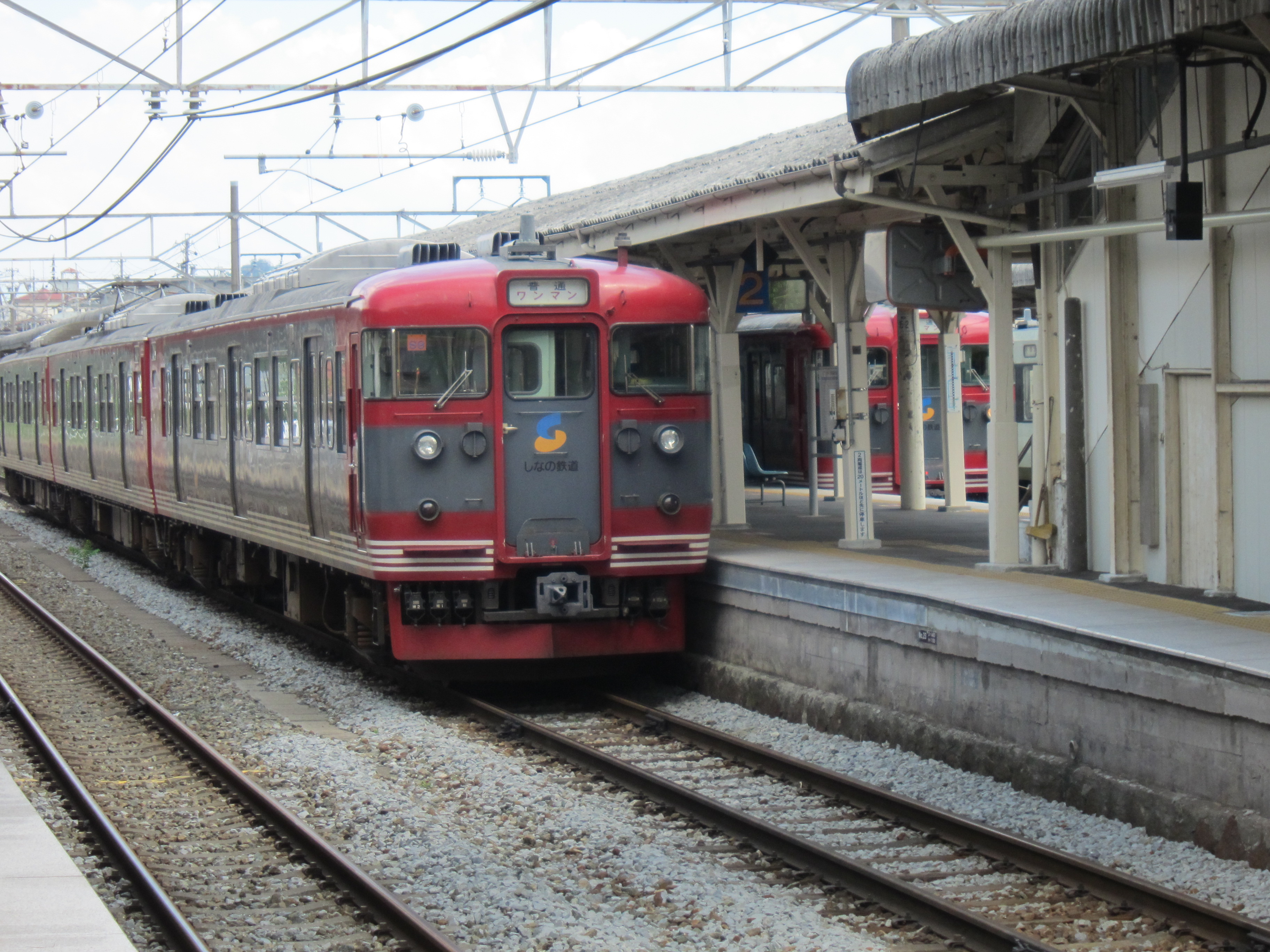
고모로 역에 정차하고 있는 시나노 철도 115계.
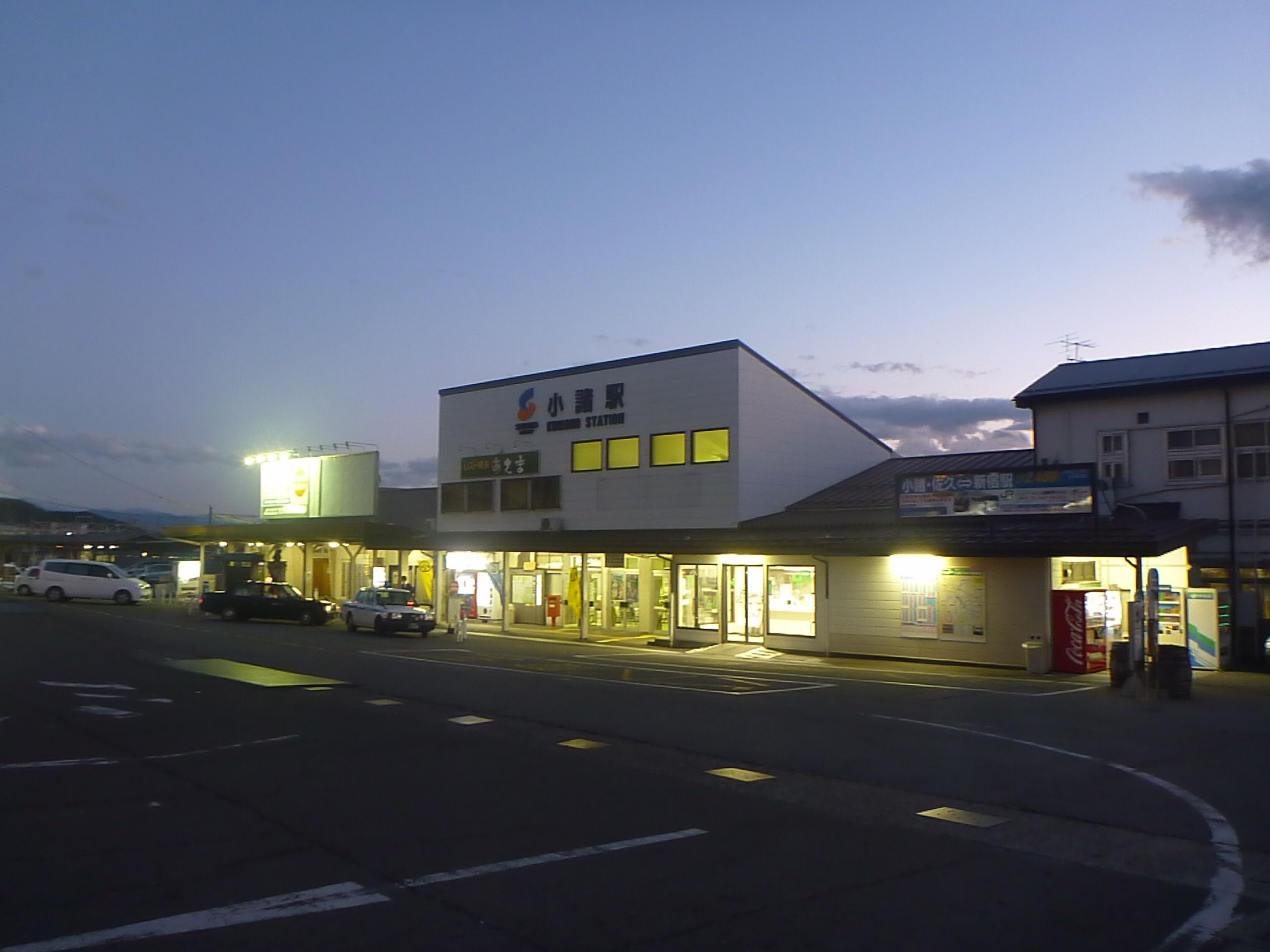
밤의 역사 모습(2013년 10월 12일)

## 인접역
| 시나노 철도 ■ 시나노 철도선  | 시나노 철도 ■ 시나노 철도선 | 시나노 철도 ■ 시나노 철도선 |
| ---------------------------- | --------------------------- | --------------------------- |
| 히라하라 가루이자와 방면     |                             | 시게노 나가노 방면          |
| 동일본 여객철도 ■ 고우미 선  |                             |                             |
| 히가시코모로 고부치자와 방면 |                             | 시·종착역                   |